# Prevost
Prevost – kanadyjski producent autobusów z siedzibą w Sainte-Claire, w prowincji Quebec. Przedsiębiorstwo zostało założone w 1924 roku i należy obecnie do grupy Volvo AB.